# Kau (Eitorf)
Kau, früher auch Kou, ist ein früherer Ortsteil der Gemeinde Eitorf. Er gehört heute zu Bach.

## Lage
Der Weiler liegt in einer Höhe von 120 m ü. NHN auf dem linken Hang des unteren Krabachtales.

## Geschichte
1910 gab es in Kau nur den Haushalt Schreiner Johann Scheidt. Damals gehörte der Ort zur Gemeinde Uckerath. Er wurde im Zuge der Gemeindereformen 1969 der Gemeinde Eitorf zugeordnet.